# Little Willie John
William Edward "Little Willie" John (15 de noviembre de 1937 - 26 de mayo de 1968) fue un cantante de rock 'n' roll y R&B norteamericano de éxito durante los años 50 y primeros 60. Se dio a conocer gracias a sencillos como "All Around the World" (1955), "Need Your Love So Bad" (1956) y  "Fever" (1956). John fue póstumamente incluido en el Salón de la Fama del Rock and Roll.

## Biografía
John nació en Cullendale, Arkansas, uno de los diez hijos nacidos del matrimonio de Lillie y Mertis John. Muchas fuentes apuntan erróneamente su segundo nombre como Edgar. Cuando tenía 4 años, su familia se mudó a Detroit, Míchigan, donde su padre encontró trabajo en una fábrica. A finales de los años 40, los hermanos mayores, incluido Willie, formaron un grupo de góspel. Willie también solía actuar en los concursos de talento. Fue así como llegó a conocer a Johnny Otis  y posteriormente al músico y productor Henry Glover. Tras verlo actuar junto a la orquesta de Paul "Hucklebuck" Williams, Glover le ofreció un contrato discogáfico con King Records en 1955. Adoptó el nombre artístico de "Little Willie" por su pequeña estatura.
Su primera grabación, una versión del tema de Titus Turner, "All Around the World", se convirtió en un éxito, alcanzando el número 5 de la lista Billboard R&B chart. John continuó cosechando éxitos en la línea del R&B, incluyendo la versión original del tema "Need Your Love So Bad", escrito por su hermano mayor Mertis John Jr. Uno de sus mayores éxitos fue, "Fever" (1956) (número 1 de las listas Pop y número 1 de las listas R&B), aunque posteriormente se hizo más famosa la versión de Peggy Lee de 1958, John logró vender más de un millón de copias de la suya, siendo certificado como disco de oro. Otra canción, "Talk to Me, Talk to Me", grabada en 1958, alcanzó el número 5 de las listas R&B y el 20 en las Pop, logrando también vender más de un millón de copias.  John también grabó "I'm Shakin'", del compositor Rudy Toombs, "Suffering with the Blues" y "Sleep" alcanzaron el éxito en 1960. En total, John consiguió entrar en las listas Billboard Hot 100 catorce veces. La versión de "Need Your Love So Bad" grabada por Fleetwood Mac fue además un éxito en Europa. Otra de sus canciones para cubrir fue " Leave My Kitten Alone " (1959), en 1964 y destinado a su álbum Beatles for Sale. Sin embargo, la pista no se lanzó hasta 1996.
John actuó para el famoso concierto Cavalcade of Jazz producido por Leon Hefflin Sr. celebrado en el Auditorio Shrine de Los Ángeles, California, el 3 de agosto de 1958. Los otros artistas principales fueron Ernie Freeman y su banda, Ray Charles, Sam Cooke, The Clark Kids y Bo Rhambo. Sammy Davis Jr. estuvo allí para coronar a la ganadora del concurso de belleza Miss Cavalcade of Jazz. El evento contó con los cuatro mejores disc jockey prominentes de Los Ángeles. [12]
John estuvo involucrado en la lucha por los derechos civiles contra la segregación. Realizó un concierto benéfico para el NAACP en 1964, y le dijo a la revista Jet: "Como artistas, ya no podemos sentarnos y esperar a que Sammy Davis y Harry Belafonte recauden todo el dinero". [13]
John también era conocido por su mal genio y su propensión al abuso del alcohol. Fue arrestado varias veces por cargos que incluyen narcóticos, estafas y hurto. [14] [15] [16] John fue abandonado por su compañía discográfica, King Records, en 1963. [7] En 1965, fue condenado por homicidio involuntario por el apuñalamiento de Kendall Roundtree en 1964 en Seattle. [17] Fue enviado a la Penitenciaría del Estado de Washington en Walla Walla. [4] John apeló la condena y fue puesto en libertad condicional mientras se reconsideraba el caso, durante el cual grabó lo que pretendía ser su álbum de regreso. [18] Debido a disputas contractuales y la declinación de su apelación, no se lanzó hasta 2008 (como Mil novecientos sesenta y seis). [19]

## Muerte
John murió en la Penitenciaría del Estado de Washington el 26 de mayo de 1968. A pesar de las contrademandas ( Rolling Stone informó que la muerte ocurrió después de que John se había registrado en el hospital de la prisión con neumonía) [20], la causa de la muerte declarada en su certificado de defunción fue un ataque cardíaco. [6] Su entierro fue en el Detroit Memorial Park East, en Warren, Míchigan .
A John le sobreviven su esposa Darlynn (de soltera Bonner) con quien se casó el 25 de mayo de 1957. Dos niños, William Kevin John (n. 3 de febrero de 1958) y Darryl Keith John (n. 25 de enero de 1960); su madre; cinco hermanos; tres hermanas. [4] Una de sus hermanas fue Mable John, quien grabó para Motown y Stax y fue miembro de The Raelettes, el cuarteto vocal que respalda a Ray Charles. Su hijo Keith John es vocalista de Stevie Wonder. [11]

## Legado y honores
John fue incluido póstumamente al Salón de la Fama del Rock and Roll en 1996, presentado por Stevie Wonder. [21]
James Brown, quien al principio de su carrera había abierto shows para John, grabó un álbum tributo, Thinking About Little Willie John y algunas cosas buenas. [22]
El guitarrista y compositor Robbie Robertson, anteriormente de The Band, mencionó a John en la canción " Somewhere Down the Crazy River ", en su álbum homónimo de 1987. John también fue mencionado en "Blue Wing" de Tom Russell y "Like Little Willie John" de Mark Lanegan, de su álbum de 2004 Bubblegum. El artista sueco Peter LeMarc grabó una canción titulada "Little Willie John" en 1991.
Titan Books publicó en 2011 una biografía, Fever: Little Willie John, a Fast Life, Mysterious Death and the Birth of Soul, de Susan Whitall con Kevin John (otro de sus hijos) [23].
El pequeño Willie John fue incluido póstumamente al Salón de la Fama de la Música Rhythm and Blues en 2014 como cantante y en 2016 como compositor. [24]
En junio de 2016, Little Willie John fue incluido en el Salón de la Fama del Rock and Roll Legends de Michigan.

## Discografía
| Año  | Título | Sello & Cat. N.º | U.S. R&B | U.S. Pop | Álbum                                     |
| ---- | --- | ---------------- | -------- | -------- | ----------------------------------------- |
| 1955 | "All Around the World" b/w "Don't Leave Me Dear" (from Mister Little Willie John)                                       | King 4818        | 5        | -        | Fever                                     |
| 1956 | "Need Your Love So Bad" /                                                                                               | King 4841        | 5        | -        | Fever                                     |
| 1956 | "Home At Last" | King 4841        | 6        | -        | Mister Little Willie John                 |
| 1956 | "Are You Ever Coming Back" b/w "I'm Stickin' with You Baby" (from Fever)                                                | King 4893        | -        | -        | Mister Little Willie John                 |
| 1956 | "Fever" / | King 4935        | 1        | 24       | Fever                                     |
| 1956 | "Letter from My Darling"                                                                                                | King 4935        | 10       | -        | Fever                                     |
| 1956 | "Do Something for Me" b/w "My Nerves"                                                                                   | King 4960        | 15       | -        | Fever                                     |
| 1956 | "Will the Sun Shine Tomorrow" b/w "A Little Bit of Loving"                                                              | King 5003        | -        | -        | Mister Little Willie John                 |
| 1957 | "Love, Life and Money" b/w "You Got to Get Up Early in the Morning" (from Mister Little Willie John)                    | King 5023        | -        | -        | Fever                                     |
| 1957 | "I've Got to Go Cry" b/w "Look What You've Done to Me" (from Mister Little Willie John)                                 | King 5045        | -        | -        | Fever                                     |
| 1957 | "Young Girl" b/w "If I Thought You Needed Me" (from Talk to Me)                                                         | King 5066        | -        | -        | Fever                                     |
| 1957 | "Dinner Date" b/w "Uh Uh Baby (No No Baby)" (from Talk to Me)                                                           | King 5083        | -        | -        | Fever                                     |
| 1957 | "Person to Person" b/w "Until You Do"                                                                                   | King 5091        | -        | -        | Talk To Me                                |
| 1958 | "Talk to Me, Talk to Me" b/w "Spasms" (from Mister Little Willie John)                                                  | King 5108        | 5        | 20       | Talk To Me                                |
| 1958 | "You're a Sweetheart" b/w "Let's Rock While the Rockin's Good"                                                          | King 5142        | 14       | 66       | Mister Little Willie John                 |
| 1958 | "Tell It Like It Is" b/w "Don't Be Ashamed to Call My Name"                                                             | King 5147        | 12       | -        | Talk to Me                                |
| 1958 | "Why Don't You Haul Off and Love Me" b/w "All My Love Belongs to You"                                                   | King 5154        | -        | -        | Mister Little Willie John                 |
| 1958 | "No Regrets" b/w "I'll Carry Your Love Wherever I Go" (from Talk to Me)                                                 | King 5170        | -        | -        | In Action                                 |
| 1959 | "Made for Me" b/w "No More in Life" (from Talk to Me)                                                                   | King 5179        | -        | -        | In Action                                 |
| 1959 | "Leave My Kitten Alone" b/w "Let Nobody Love You"                                                                       | King 5219        | 13       | 60       | In Action                                 |
| 1959 | "Let Them Talk" b/w "Right There"                                                                                       | King 5274        | 11       | 100      | In Action                                 |
| 1960 | "Loving Care" b/w "My Love Is"                                                                                          | King 5318        | -        | -        | Sure Things                               |
| 1960 | "A Cottage for Sale" b/w "I'm Shakin'"                                                                                  | King 5342        | -        | 63       | Sure Things                               |
| 1960 | "Heartbreak (It's Hurtin' Me)" b/w "Do You Love Me" (from In Action)                                                    | King 5356        | 11       | 38       | Sure Things                               |
| 1960 | "Sleep" b/w "There's a Difference"                                                                                      | King 5394        | 10       | 13       | Sure Things                               |
| 1961 | "Walk Slow" b/w "You Hurt Me"                                                                                           | King 5428        | 21       | 48       | Sure Things                               |
| 1961 | "Leave My Kitten Alone" b/w "I'll Never Go Back on My Word" A-side chart reentry                                        | King 5452        | -        | 60       | In Action                                 |
| 1961 | "The Very Thought of You" b/w "I'm Sorry"                                                                               | King 5458        | -        | 61       | Sure Things                               |
| 1961 | "Flamingo" / | King 5503        | 17       | -        | The Sweet, the Hot, the Teen-Age Beat     |
| 1961 | "(I've Got) Spring Fever"                                                                                               | King 5503        | 25       | 71       | The Sweet, the Hot, the Teen-Age Beat     |
| 1961 | "Take My Love (I Want to Give It All to You)" /                                                                         | King 5516        | 5        | 87       | The Sweet, the Hot, the Teen-Age Beat     |
| 1961 | "Now You Know" | King 5516        | -        | 93       | The Sweet, the Hot, the Teen-Age Beat     |
| 1961 | "Need Your Love So Bad" b/w "Drive Me Home" (from Talk to Me)                                                           | King 5539        | -        | -        | Fever                                     |
| 1961 | "There Is Someone in the World for Me" b/w "Autumn Leaves" (from The Sweet, the Hot, the Teen-Age Beat)                 | King 5577        | -        | -        | Talk to Me                                |
| 1962 | "Fever" b/w "Bo-Da-Ley Didd-Ley" (non-album track)                                                                      | King 5591        | -        | -        | Fever                                     |
| 1962 | "The Masquerade Is Over" b/w "Katanga" (non-album track)                                                                | King 5602        | -        | -        | Little Willie John at a Recording Session |
| 1962 | "Until Again My Love" b/w "Mister Glenn"                                                                                | King 5628        | -        | -        | Little Willie John at a Recording Session |
| 1962 | "Every Beat of My Heart" b/w "I Wish I Could Cry" (from Little Willie John at a Recording Session)                      | King 5641        | -        | -        | The Sweet, the Hot, the Teen-Age Beat     |
| 1962 | "She Thinks I Still Care" b/w "Come Back to Me"                                                                         | King 5667        | -        | -        | Non-album tracks                          |
| 1962 | "Big Blue Diamonds" b/w "Doll Face"                                                                                     | King 5681        | -        | -        | Little Willie John at a Recording Session |
| 1962 | "Without a Friend" b/w "Half a Love"                                                                                    | King 5694        | -        | -        | Little Willie John at a Recording Session |
| 1963 | "Heaven All Around Me" b/w "Don't Play with Love"                                                                       | King 5717        | -        | -        | Little Willie John at a Recording Session |
| 1963 | "My Baby's in Love with Another Guy" b/w "Come On Sugar" (non-album track)                                              | King 5744        | -        | -        | Little Willie John at a Recording Session |
| 1963 | "Let Them Talk" b/w "Talk to Me" (from Talk to Me)                                                                      | King 5799        | -        | -        | In Action                                 |
| 1963 | "So Lovely" b/w "Inside Information" (non-album track)                                                                  | King 5818        | -        | -        | The Sweet, the Hot, the Teen-Age Beat     |
| 1963 | "Person to Person" b/w "I'm Shakin'" (from Sure Things)                                                                 | King 5823        | -        | -        | Talk to Me                                |
| 1964 | "My Love Will Never Change" b/w "Bill Bailey" (from Little Willie John at a Recording Session)                          | King 5850        | -        | -        | No publicado en ningún álbum              |
| 1964 | "It Only Hurts a Little While" b/w "Rock Love" (from The Sweet, the Hot, the Teen-Age Beat)                             | King 5870        | -        | -        | In Action                                 |
| 1964 | "All Around the World" b/w "All My Love Belongs to You" (from Mister Little Willie John)                                | King 5886        | -        | -        | Fever                                     |
| 1964 | "Do Something for Me" b/w "Don't You Know I'm in Love" (non-album track)                                                | King 5949        | -        | -        | Fever                                     |
| 1965 | "Talk to Me, Talk to Me" b/w "Take My Love (I Want to Give It All to You)" (from The Sweet, the Hot, the Teen-Age Beat) | King 6003        | -        | -        | Talk to Me                                |
| 1968 | "Fever" b/w "Let Them Talk" (from In Action)                                                                            | King 6170        | -        | -        | Fever                                     |
| 1970 | "All Around the World" b/w "Need Your Love So Bad"                                                                      | King 6302        | -        | -        | Fever                                     |